# Зоран Милић
Зоран Милић (Вражогрнац код Зајечара, 7. новембар 1940 — Београд, 7. фебруар 2007) био је српски песник, есејиста, новинар и путописац.

## Биографија
Основну школу завршио је у Вражогрнцу, гимназију у Зајечару, а Економски факултет у Нишу. У Нишу је покренуо и уређивао лист „Студентске новине“ и био уредник „Листа младих 68“. Један је од покретача обновљеног часописа Градина (1966), уредник Издавачког предузећа Градина и уредник и један од приређивача Сабраних дела Бранка Миљковића. Био је секретар Културно-просветне заједнице Србије и саветник у Министарству културе Републике Србије.
Превођен је на стране језике.
Писао је поезију, прозу, есеје и путописе, преводио са руског и француског језика.

## Награде
- Октобарска награда града Ниша, 1968,
- Милан Ракић, 1996,
- Раде Драинац, 2006,

## Дела

### Књиге песама
- Земља, 1967, 1995,
- Вражогрначка звона, 1972,
- Истеривање зла, 1978,
- Стабло ни из чега, 1981, са цртежима аутора, 1997,
- У трагању за Полифемом, 1984,
- Монголска стаза, са цртежима аутора, 1985,
- Кроћење змија, 1986,
- Семе на ветру, 1992,
- Записи на кожи, 1993,
- Писма небу, са цртежима аутора, 1993,
- Уста са седам глава, 1993,
- Ђавоља варош, 1995,
- Душа у студени, са колажима аутора, 1996,
- Широко је поље, 1997,
- Светогорска стаза, са цртежима аутора, 1998,
- Изабране песме, 2001.
- Из старих списа, 2003,
- Жрвањ у нигдини, 2005,
- Ход у лет, 2006,

### Приредио
- Сазвежђе на рубу неба, зборник младих нишких песника, 1970.

### Преводи
- Књига планина и мора, избор текстова из древне кинеске књижевности, 1993, 2001,
- Песме Бегзијана Јавухулана, монголског песника, 1995,